# Iodes ovalis
Iodes ovalis är en tvåhjärtbladig växtart som beskrevs av Carl Ludwig von Blume. Iodes ovalis ingår i släktet Iodes och familjen Icacinaceae. Inga underarter finns listade i Catalogue of Life.